# Musikjahr 1719
Liste der Musikjahre

◄◄ | ◄ | 1715 | 1716 | 1717 | 1718 | Musikjahr 1719 | 1720 | 1721 | 1722 | 1723 | ► | ►►

Weitere Ereignisse
Dieser Artikel behandelt das Musikjahr 1719.

## Ereignisse

### Johann Sebastian Bach
- Johann Sebastian Bach ist seit dem 7. August 1717 Kapellmeister und Director derer Cammer-Musiquen am Hof des Fürsten Leopold von Anhalt-Köthen in Köthen. Bach schätzt den musikalischen jungen Fürsten, der oft als Violinist im Orchester mitwirkt und ihm offenbar auch persönlich nahe steht.
- Bach kann in Köthen für eine hervorragende Kapelle komponieren. Fürst Leopold hat bis zu 17 Musiker angestellt, die zum Teil aus der 1713 aufgelösten Kapelle des preußischen Königs Friedrich Wilhelm I. stammen. Acht der Instrumentalisten, unter ihnen Christian Ferdinand Abel, haben Solistenqualität und den Rang eines Cammermusicus. Der Fürst stattet seine Kapelle mit guten Instrumenten aus und schickt Bach zum Kauf eines neuen Cembalos nach Berlin. Dort lernt Bach den kunstliebenden Markgrafen Christian Ludwig kennen. Für ihn wird er 1721 ältere und neuere Instrumentalsätze (zwei davon hat er wahrscheinlich 1719 komponiert) als Six Concerts Avec plusieures Instruments zusammenstellen, die deshalb später Brandenburgische Konzerte genannt werden (BWV 1046–1051).
- 01. Januar: Die Gratulationskantate Die Zeit, die Tag und Jahre macht (BWV 134a) von Johann Sebastian Bach wird erstmals aufgeführt.
- Das im Vorjahr geborene siebte Kind von Maria Barbara Bach und Johann Sebastian Bach, Leopold Augustus, stirbt.
- Als Bach hört, dass sich Georg Friedrich Händel in seiner Geburtsstadt Halle aufhält, macht er sich unverzüglich von Köthen aus auf den Weg in die nur wenige Meilen entfernte Stadt, um den gleichaltrigen, wesentlich berühmteren Musikerkollegen zu treffen. Er muss nach seiner Ankunft aber feststellen, dass Händel schon wieder Richtung England abgereist ist.

### Georg Friedrich Händel
- Frühjahr: Georg Friedrich Händel, der als Nachfolger von Johann Christoph Pepusch seit Sommer 1717 Hauskomponist des Earl of Carnarvon, des späteren Duke of Chandos, ist, beendet diese Anstellung. Händels Werke, die er in diesem Zeitraum für die Herzogsresidenz Cannons in Edgware komponiert hat, umfassen die elf Chandos Anthems sowie die erste Fassung von Esther und die völlig neue englische Fassung von Acis and Galatea (Text: John Gay). In Cannons vollendet Händel wahrscheinlich auch die 1720 im Selbstverlag veröffentlichten Suites de Pièces pour le Clavecin (1. Sammlung) sowie sein Chandos Te Deum.
- Händel beginnt mit den Vorbereitungen für ein neues Opernunternehmen auf Subskriptionsbasis am King’s Theatre, der Royal Academy of Music.
- Für die Anwerbung einer Sängertruppe für dieses Opernunternehmen, insbesondere des Starkastraten Senesino, reist Händel nach Dresden, ist aber nur teilweise erfolgreich: Er kann für die anstehende Saison lediglich die Sopranistin Margherita Durastanti gewinnen, die er schon aus Italien kennt (Agrippina).
- 23. März oder 3. April: Georg Friedrich Händels Passion Der für die Sünde der Welt gemarterte und sterbende Jesus (Brockes-Passion, HWV 48) nach einer damals beliebten Dichtung des Hamburgers Barthold Heinrich Brockes wird in der Domkirche in Hamburg uraufgeführt.

### Alessandro Scarlatti
- Alessandro Scarlatti, der in Neapel als Kapellmeister der Cappella Reale tätig war, hält sich in den Jahren 1717 bis 1722 überwiegend in Rom auf. Hier wird er die Reihe seiner Opern mit mehreren Werken für das Teatro Capranica abschließen.
- Scarlattis Oper Cambise auf das Libretto von Domenico Lalli wird in Neapel, seine Oper Marco Attilio Regolo in Rom uraufgeführt.

### Domenico Scarlatti
- Domenico Scarlatti, der in Rom seit 1709 bei der im Exil lebenden und im Palazzo Zuccari wohnenden polnischen Königin Maria Casimira Sobieska angestellt und seit 1713 außerdem maestro di capella an der Capella Giulia des Vatikans war, übersiedelt nach Portugal. Er wird in Lissabon Musiklehrer und Hofkapellmeister am Hofe des frommen und verschwendungssüchtigen Königs Johann V., der auch eine Reihe päpstlicher Sänger anheuern und die Chorbücher des Vatikans kopieren lässt. Scarlatti hat hier vor allem geistliche Vokalwerke zu liefern und schreibt auch einige weltliche Serenatas. Er unterrichtet außerdem den jüngeren Bruder des Königs Dom António (1695–1757) und die an Asthma leidende portugiesische Prinzessin Maria Bárbara de Bragança am Cembalo, die sich als hochbegabte Musikliebhaberin erweist.

### Georg Philipp Telemann
- Georg Philipp Telemann ist städtischer Musikdirektor und Kapellmeister der Barfüßer- und Katharinenkirche in Frankfurt am Main. Telemann übernimmt zusätzlich die Organisation der wöchentlich stattfindenden Konzerte sowie verschiedene Verwaltungsaufgaben der vornehmen Stubengesellschaft Zum Frauenstein im Haus Braunfels auf dem Liebfrauenberg, wo er selbst auch wohnt.
- Während seiner Zeit in Frankfurt komponiert Telemann neben den Kantaten Oratorien, Orchester- und Kammermusik, von der ein Großteil veröffentlicht wird, sowie Musik für politische Festakte und Hochzeitsserenaden. Allerdings findet er keine Gelegenheit, Opern zu veröffentlichen, wenngleich er weiterhin für die Leipziger Oper schreibt.
- Während eines Besuchs in Dresden trifft Telemann erneut auf Georg Friedrich Händel und widmet dem Geigenvirtuosen Pisendel eine Sammlung von Violinkonzerten.
- 1. Advent: Die Kantate Machet die Tore weit (TWV 1:1074) von Georg Philipp Telemann gelangt in Eisenach zur Uraufführung.

### Antonio Vivaldi
- Antonio Vivaldi ist seit 1718 in Mantua, wo er in Diensten von Prinz Philipp von Hessen-Darmstadt hauptsächlich als Intendant und Opernkomponist arbeitet.
- Vivaldi komponiert die Opern Teuzzone (RV 736, 1718–19), Tito Manlio (RV 738, 1718–19), Alceste / Die getreue Alceste (RV Anh. 77), Die über Hass und Liebe siegende Beständigkeit (RV Anh. 57, um 1719) und Heinrich der Vogler (RV Anh. 119)

### Weitere biografische Ereignisse
- 01. März: Geminiano Giacomelli wird Kapellmeister am Hof von Parma und ab dem 27. März außerdem an der Kirche Madonna della Steccata. Seine Stellung teilt er sich mit seinem Lehrer Capelli.
- 28. Juli: Arp Schnitger wird in der St.-Pankratius-Kirche in Neuenfelde, neben der Kanzel im Familiengrab beigesetzt.
- 17. August: Silvius Leopold Weiss gibt als „Lautenist aus Düsseldorf“ ein Konzert am Köthener Hof. Hier könnte er erstmals Johann Sebastian Bach getroffen haben.
- 20. August: Francesco Maria Veracini spielt im Schloss Moritzburg zur Hochzeit des sächsischen Kurprinzen Friedrich August mit Maria Josepha von Österreich.
- Antonio Lotti

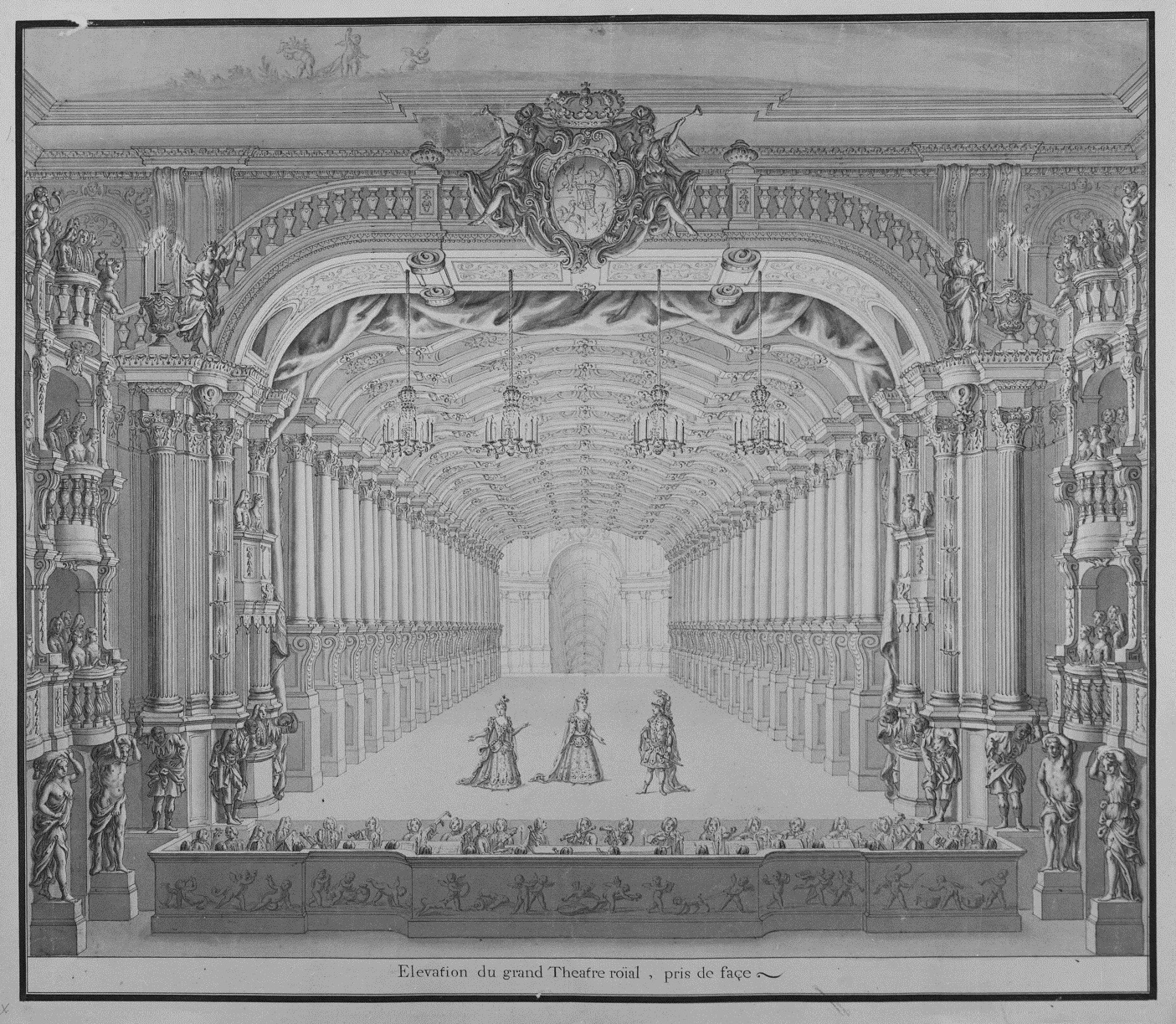
Opernhaus am Zwinger, Bühne und Orchester. Die Zeichnung zeigt die Aufführung der Oper Teofane von Antonio Lotti.

- 03. September: Mit der Wiederaufführung der Oper Giove in Argo von Antonio Lotti beginnen die Feierlichkeiten („Planetenfeste“) zur Hochzeit des sächsischen Kurprinzen Friedrich August und späteren Königs August III. von Polen mit der Tochter Kaiser Joseph I., Maria Josefa Benedikta Antonia Theresia Xaveria Philippine, Erzherzogin von Österreich, Prinzessin von Ungarn und Böhmen im eigens dafür erbauten neuen Opernhaus am Zwinger in Dresden.
  - 07. September: Im Rahmen der Planetenfeste wird auch Lottis Oper Ascanio ovvero Gl'odi delusi dal sangue wieder aufgeführt.
  - 13. September: Seinen Höhepunkt in Dresden erlebt Lotti mit seiner Oper Teofane. Deren Uraufführung ist die musikalische Hauptattraktion der Planetenfeste.
  - 00. Oktober: Das Ende der Hochzeitsfeierlichkeiten läutet zugleich auch das Ende der ersten italienischen Oper am sächsischen Hofe ein. Antonio Lotti und seine Frau Santa Stella werden aus sächsischen Diensten entlassen und verlassen Dresden. Sie erhalten zum Abschied 160 Dukaten Reisegeld.
  - 00. November: Lotti kehrt nach Venedig zurück und komponiert nie wieder Opern, sondern Kammermusik oder kirchliche Musik.
- Giovanni Bononcini geht nach London und wird Komponist der Royal Academy of Music.
- Johann Friedrich Fasch, der von 1715 bis 1719 den Posten eines „Secretairs“ und Kammerschreibers in Gera bekleidete, wird von 1719 bis 1721 Organist und Stadtschreiber in Greiz.
- Reinhard Keiser ist von Sommer 1719 bis November 1720 in Stuttgart, wo er bei zahlreichen musikalischen Veranstaltungen mitwirkt, aber keine Anstellung finden kann, da man am württembergischen Hof italienische Musiker bevorzugt.
- Johann Mattheson wird Kapellmeister des Herzogs von Holstein.
- Jean-Baptiste Morin wird Kapell- und Kammermeister der Äbtissin von Chelles, Louise-Adélaïde d’Orléans (1698–1743), Tochter Philippes II.
- Giuseppe Pitoni wird in Rom Chorleiter an der Cappella Giulia in St. Peter.

### Eröffnungen

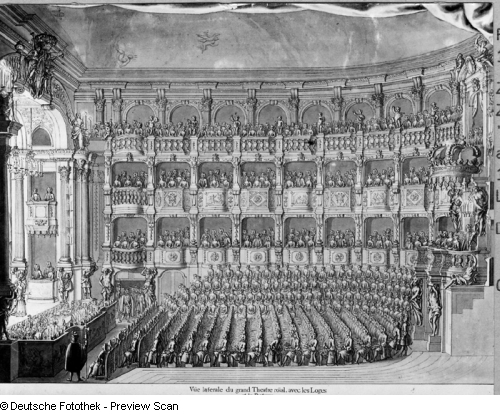
Opernhaus am Zwinger, Längsschnitt durch den Zuschauerraum. Der Kupferstich zeigt die Aufführung der Oper Teofane von Antonio Lotti.

- 10. Januar: In der im Markgraftum Brandenburg-Bayreuth gelegenen Stadt Erlangen wird das Markgrafentheater eingeweiht, inzwischen das älteste bespielte Barocktheater in Süddeutschland.
- 25. August: Das Opernhaus am Zwinger in Dresden wird nach knapp einjähriger Bauzeit fertig gestellt. Das Dreirangtheater fasst bis zu 2000 Besucher und ist eines der größten europäischen Theater seiner Zeit. Zur Eröffnung am 3. September wird die Oper Giovi in Argo von Antonio Lotti gegeben. Am 13. September folgt anlässlich der Feierlichkeiten der Vermählung des Kurprinzen von Sachsen, des späteren Kurfürsten Friedrich August II., mit Maria Josepha von Österreich die Uraufführung der Oper Teofane, ebenfalls von Antonio Lotti nach einem Libretto von Stefano Pallavicini. Seine Blütezeit wird das Haus während der Regentschaft des opernbegeisterten Kurfürsten Friedrich August II. unter Leitung von Johann Adolph Hasse erleben.

### Gründungen
- Unter der Schirmherrschaft von König George I. wird in London die Royal Academy of Music gegründet. Während Johann Jacob Heidegger die kaufmännische Leitung übernimmt, wird Georg Friedrich Händel ihr musikalischer Leiter.
- Bernhard Christoph Breitkopf gründet in Leipzig den heute ältesten Musikverlag der Welt, die Firma Breitkopf & Härtel.

### Uraufführungen

#### Bühnenwerke

##### Oper
- 22. Januar: Die Uraufführung des musikalischen Dramas Sofonisba von Leonardo Leo findet am Teatro San Bartolomeo in Neapel statt.
- 22. Januar: Die Commedia per musica La forza della virtù von Francesco Feo auf das Libretto von Francesco Antonio Tullio wird in Neapel erstmals aufgeführt.
- 00. Juli: Das Dramma pastorale Dafne von Antonio Caldara, das Caldara dem Fürsterzbischof von Salzburg Franz Anton Graf von Harrach gewidmet hat, wird in Wien uraufgeführt.
- 21. August: Die Uraufführung der Oper Sirita von Antonio Caldara findet in Wien statt.
- 13. September: Anlässlich der Vermählung von Kurprinz Friedrich August II. mit Maria Josepha von Österreich am 20. August in Wien wird die Oper Teofane von Antonio Lotti nach einem Libretto von Stefano Pallavicini im neu eröffneten Opernhaus am Zwinger in Dresden uraufgeführt.
- Francesco Gasparini
  - Lucio Vero (Uraufführung in Rom am Teatro d’Alibert im Januar 1719)
  - Astianatte (Uraufführung in Rom am Teatro d’Alibert zu Karneval 1719)
- Antonio Lotti – Li quattro elementi, carosello teatrale (Dresden)
- Benedetto Marcello – Spago e Filetta (Intermezzo zur Tragödie Lucio Commodo, Uraufführung in Venedig 1719?)
- Alessandro Scarlatti
  - Cambise (auf das Libretto von Domenico Lalli; Uraufführung in Neapel)
  - Marco Attilio Regolo (auf das Libretto von M. Noris; Uraufführung in Rom)
- Antonio Vivaldi[1]
  - Teuzzone (RV 736, 1718–1719)
  - Tito Manlio (RV 738, 1718–1719)
  - Alceste / Die getreue Alceste (RV Anh. 77, 1719)
  - Die über Hass und Liebe siegende Beständigkeit (RV Anh. 57, um 1719)
  - Heinrich der Vogler (RV Anh. 119, 1719)

##### Oratorium
- Georg Friedrich Händel – Der für die Sünde der Welt gemarterte und sterbende Jesus (Brockes-Passion, HWV 48, Uraufführung am 23. März oder 3. April 1719 in der Domkirche in Hamburg)
- Johann Mattheson
  - Die Frucht des Geistes (auf das Libretto von Neumeister, Hamburg 1719)
  - Christi Wunder-Wercke bey den Schwachgläubigen (auf das Libretto von Hoefft, Hamburg 1719)
- Antonio Vivaldi – Il padre sacrificator della figlia ovvero Jefte (RV Anh. 116, komponiert 1719?)

### Instrumentalmusik

#### Konzerte
- Johann Sebastian Bach – Cembalokonzert c-Moll (BWV 1060, komponiert um 1719)[2]
- Willem de Fesch – Mehrere Concerti und Concerti grossi op. 3 (Roger/Amsterdam 1719)
- Antonio Vivaldi – Concerti, die nicht genau datierbar sind[1]

#### Kammermusik
- Jacques Aubert – Livres de sonates pour violon et B. c., op. 1
- Jacques-Martin Hotteterre – L'Art de préluder sur la flûte traversière, sur la flûte à bec, sur le hautbois et autres instruments de dessus, op. 7

### Orgelmusik
- Johann Sebastian Bach[2] – Präludium und Fuge (BWV 547, komponiert 1719?)

### Populärmusik
- Thomas Fleet – Mother Goose’s Melodies For Children

### Vokalmusik

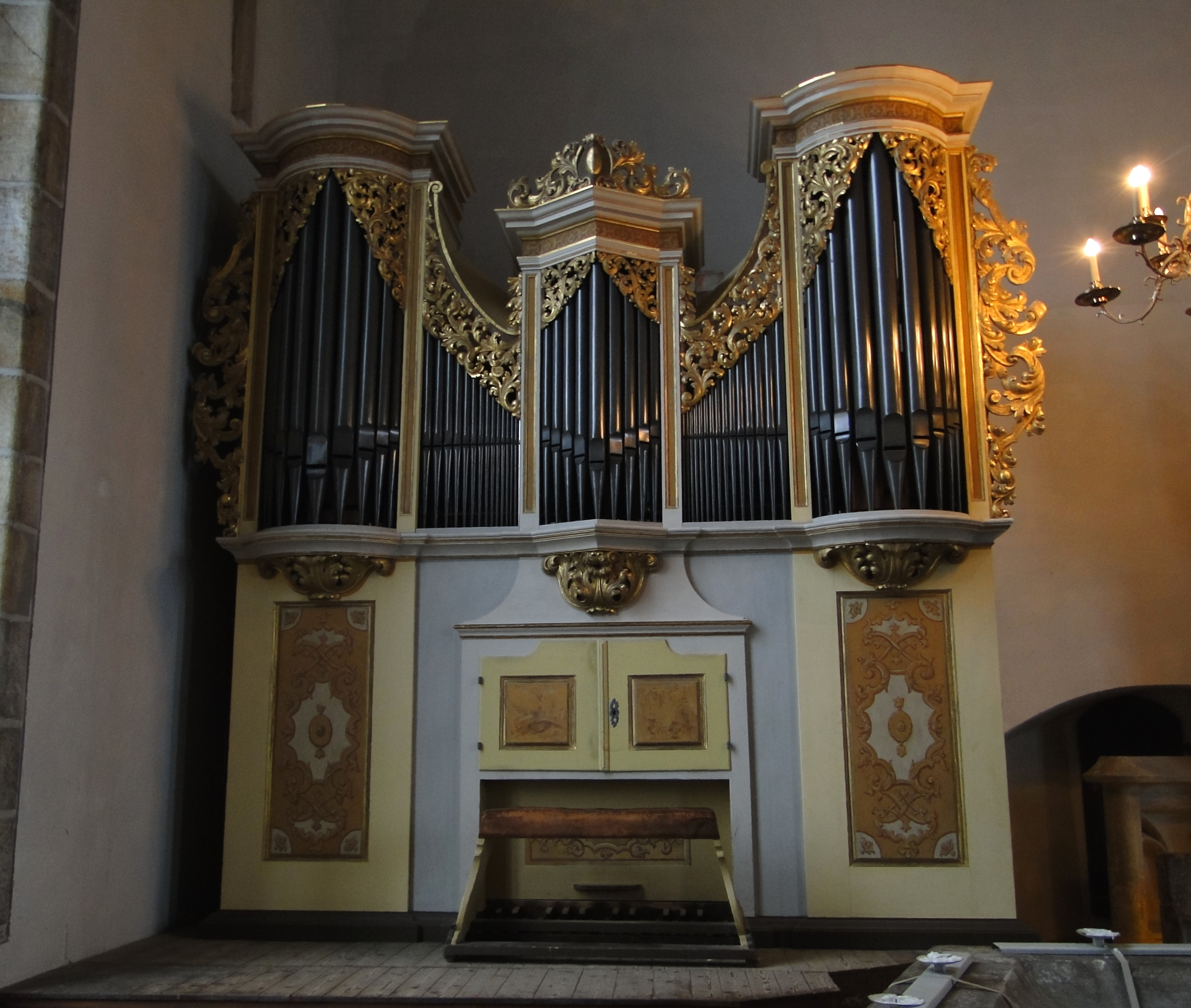
Orgel von Gottfried Silbermann für die Johanniskirche in Freiberg

#### Geistlich
- Georg Philipp Telemann – Kantate Machet die Tore weit (TWV 1074)

#### Weltlich
- Giuseppe Matteo Alberti – Kantate Questo cuor ch’è dura ancora, für Alt, Streicher und B.c. (Bologna 1719)
- Johann Sebastian Bach – Kantate Die Zeit, die Tag und Jahre macht (BWV 134a)
- Antonio Vivaldi[1] – Kantate O mie porpore più belle (RV 685, komponiert 1719 ?)

### Lehrwerke
- Johann Mattheson – Exemplarische Organisten-Probe im Artikel vom Generalbass.... Hamburg 1719[3]

### Instrumentenbau
- Arp Schnitger

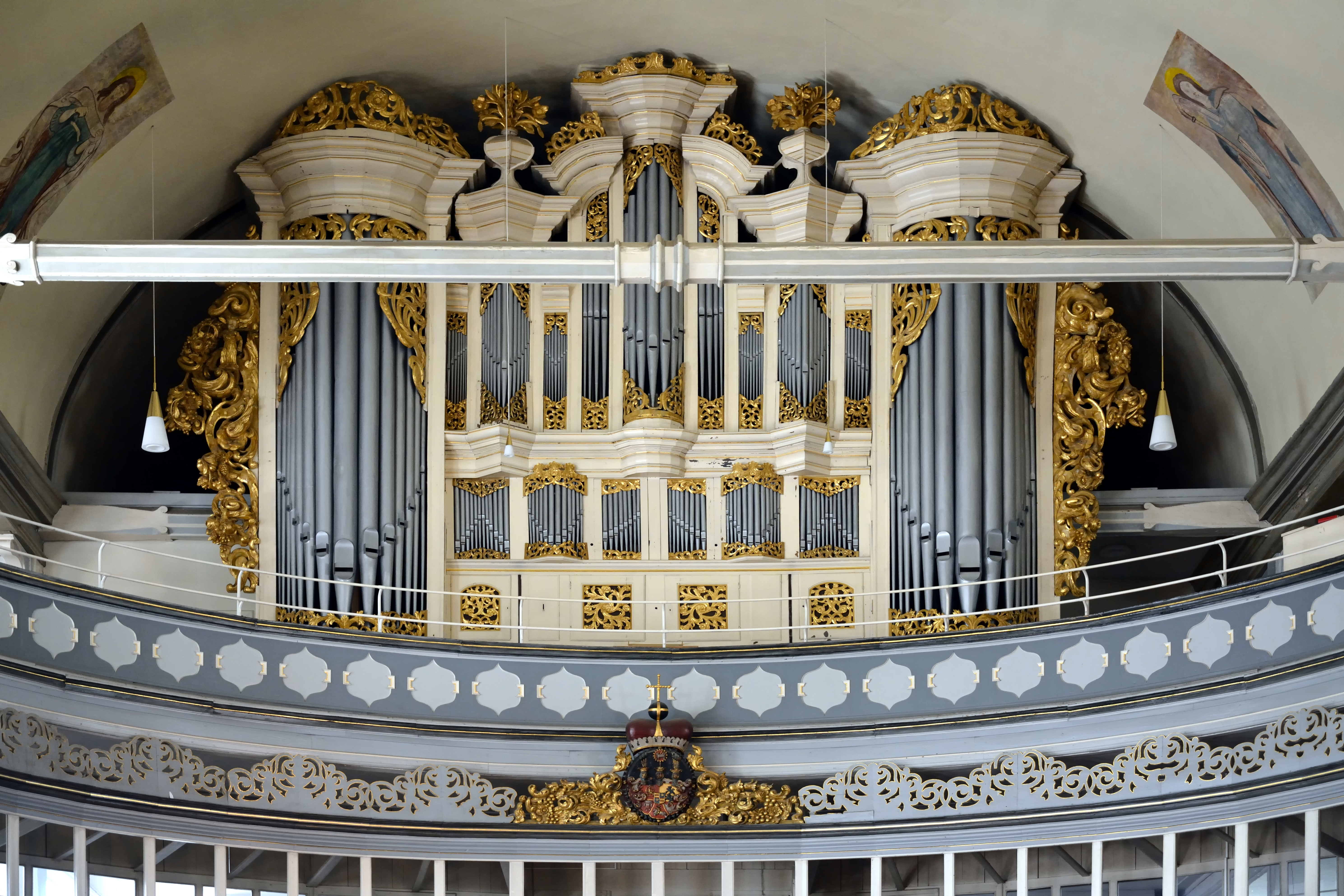
Orgel von Arp Schnitger für die Kirche St. Laurentii in Itzehoe

  - vollendet die Orgel in St. Laurentii in Itzehoe und
  - beginnt mit dem Bau der Orgel in der Michaelskirche in Zwolle, die durch seine Söhne Franz Caspar Schnitger und Johann Georg Schnitger vollendet wird.
- Andreas Silbermann stellt die Orgel für die Abteikirche Marmoutier in Marmoutier fertig.
- Gottfried Silbermann vollendet den Bau der Orgel für die Johanniskirche in Freiberg.
- In der Werkstatt von Antonio Stradivari wird die Violine Wieniawski, Bower, die Bratsche MacDonald und das Violoncello Becker hergestellt.

## Geboren

### Geburtsdatum gesichert
- 17. Januar: Jean-Joseph Vadé, französischer Komponist und Schriftsteller († 1757)
- 28. Januar: Francesco Chiabrano, italienischer Violinist und Komponist († unbekannt)
- 10. März: François Cupis de Camargo, belgischer Violinist und Komponist († 1764)
- 26. April: Friedrich Christian Mohrheim, deutscher Komponist († 1780)
- 03. September: Ferdinand Zellbell, schwedischer Komponist († 1780)
- 27. September: Barbara Campanini, italienische Balletttänzerin († 1799)
- 13. Oktober: Marco Coltellini, italienischer Librettist, Drucker und Tenor († 1777)
- 02. November: Aegidius Schenk, österreichischer Komponist und Organist († 1780)
- 10. November: Georg Philipp Kress, deutscher Komponist und Violinist († 1779)
- 14. November: Leopold Mozart, deutscher Komponist und Musiker, Vater von Wolfgang Amadeus Mozart († 1787)
- 23. November: Johann Gottlob Immanuel Breitkopf, deutscher Musikverleger und Typograf († 1794)
- 27. Dezember: Johann Stapfer, Schweizer evangelischer Geistlicher, Komponist und Hochschullehrer († 1801)
- 00. Dezember: Johann Christoph Altnikol, deutscher Komponist und Organist († 1759)

### Genaues Geburtsdatum unbekannt
- Josep Antoni Martí, spanischer Komponist († 1763)
- Porporino, deutsch-italienischer Sänger († 1783)

## Gestorben

### Todesdatum gesichert
- 25. März: Pietro Paolo Laurenti, italienischer Instrumentalist, Sänger und Komponist (* 1675)
- 21. April: Franz Köck, österreichischer Orgelbauer (* 1661)
- 11. Juni: Johann Abraham Schmierer, deutscher Komponist (* 1661)
- 21. Juli: Robert Clicquot, französischer Orgelbauer (* um 1645)
- 26. Juli: Johann Georg Christian Störl, deutscher Kapellmeister und Organist (* 1675)
- 28. Juli (begraben): Arp Schnitger, deutscher Orgelbauer (* 1648)
- 00. Juli: Johann Valentin Meder, deutscher Komponist (* 1649)
- 19. September: Joachim Tielke, deutscher Instrumentenbauer (* 1641)
- 25. Dezember: Benedetto Vinaccesi, italienischer Komponist und Organist (* um 1666)

### Genaues Todesdatum unbekannt
- Johann Christoph Hart, deutscher Orgelbauer (* 1641)
- Michael Mietke, norddeutscher Cembalo- und Harfenbauer (* zwischen 1656 und 1671)
- André Raison, französischer Organist und Komponist (* um 1640)
- Francesco Antonio Urio, italienischer Komponist (* um 1631)